# Super Smash Bros. for Nintendo 3DS/Wii U ♪—Premium Sound Selection
Super Smash Bros. for Nintendo 3DS/Wii U ♪—Premium Sound Selection è la colonna sonora di Super Smash Bros. for Nintendo 3DS e Wii U, sottotitolata A Smashing Soundtrack nella versione nordamericana e Special Sound Test nella versione giapponese. La colonna sonora era disponibile gratuitamente per chiunque avesse registrato entrambe le versioni del gioco sul Club Nintendo tra il 21 novembre 2014 e il 13 gennaio 2015 ed è stata pubblicata tra febbraio e marzo 2015.

## Tracce
L'album è diviso in due dischi, ciascuno contenente 36 tracce; il CD "Rosso" contiene musica principalmente dalla versione 3DS, mentre il CD "Blu" contiene musica proveniente dalla versione Wii U.

### Disco 1 (Rosso)
1. Menu (Super Smash Bros. 4) – 2:12 (musica: Keiki Kobayashi, Junichi Nakatsuru)
2. How to Play (Super Smash Bros. Melee) – 1:41 (musica: Hirokazu Ando)
3. Ground Theme / Underground Theme (Super Mario Bros.) – 2:15 (musica: Kōji Kondō, Tetsuya Shibata)
4. Super Mario 3D Land Theme / Beach Theme (Super Mario 3D Land/Super Mario Bros.) – 1:59 (musica: Takeshi Hama, Mahito Yokota, Jesahm)
5. Try, Try Again (Mario & Luigi: Dream Team Bros.) – 2:03 (musica: Yōko Shimomura)
6. Kongo Jungle (Donkey Kong Country) – 2:34 (musica: David Wise, Hirokazu Ando)
7. Stickerbush Symphony (Donkey Kong Country 2) – 2:13 (musica: David Wise, Michiko Naruke)
8. Gerudo Valley (The Legend of Zelda: Ocarina of Time) – 2:17 (musica: Koji Kondo, Rio Hamamoto)
9. Full Steam Ahead (The Legend of Zelda: Spirit Tracks,The Legend of Zelda) – 2:26 (musica: Toru Minegishi, Michiko Naruke)
10. Brinstar (Metroid) – 1:43 (musica: Hirokazu Tanaka, Shogo Sakai)
11. Obstacle Course (Spring/Summer) (Yoshi's Island) – 1:29 (musica: Koji Kondo, Shota Kageyama)
12. Green Greens Ver. 2 (Kirby's Dream Land) – 2:03 (musica: Jun Ishikawa, Masashi Hamauzu)
13. Corneria (Star Fox) – 1:17 (musica: Hajime Hirasawa, Hirokazu Ando)
14. Star Wolf's Theme / Sector Z (Star Fox 64) – 2:11 (musica: Hajime Wakai, Mahito Yokota)
15. Battle! (Trainer Battle) (Pokémon X e Y) – 2:11 (musica: Junichi Masuda, Shota Kageyama, Yuzo Koshiro)
16. N's Castle Medley (Pokémon Nero e Bianco) – 2:16 (musica: Shota Kageyama)
17. Mute City Ver. 3 (F-Zero) – 2:06 (musica: Yumiko Kanki, Kenji Ito)
18. Id (Purpose) (Fire Emblem Awakening) – 2:17 (musica: Hiroki Morishita)
19. Wrath of the Reset Bomb (Kid Icarus: Uprising) – 2:25 (musica: Yuzo Koshiro)
20. Dark Pit's Theme (Kid Icarus: Uprising) – 2:08 (musica: Motoi Sakuraba, Yasunori Mitsuda)
21. Tomoko Sasaki and the Small Circle of Friends (TOKIOHEIDI Chorus) – Ashley's Song (JP) (WarioWare: Touched!) – 2:33 (musica: Masaru Tajima, Tomoko Sasaki)
22. Tortimer Island Medley (Animal Crossing: New Leaf) – 2:14 (musica: Masafumi Takada)
23. Kapp'n's Song (Animal Crossing: New Leaf) – 2:17 (musica: Shohei Tsuchiya (ZUNTATA))
24. Jogging / Countdown (Punch-Out!! (NES)) – 2:11 (musica: Kumi Tanioka)
25. Gaur Plain (Xenoblade Chronicles) – 2:29 (musica: ACE+)
26. You Will Know Our Names (Xenoblade Chronicles) – 2:32 (musica: ACE+)
27. Balloon Fight Medley (Balloon Fight) – 2:17 (musica: Hirokazu Tanaka, Yoshihito Yano)
28. Bathtime Theme (Vocal Mix) (Nintendogs) – 2:23 (musica: Hajime Wakai, Masato Coda, RiRiKA)
29. Save the World, Heroes! (Trova Mii) – 2:08 (musica: Daisuke Matsuoka)
30. Tomodachi Life (Tomodachi Life) – 2:12 (musica: Masafumi Takada)
31. PAC-MAN (Club Mix) (Pac-Man) – 2:04 (musica: Toshio Kai, Hirokazu Tanaka. ex)
32. Tetris: Type A (Tetris) – 2:09 (musica: Canzone popolare russa, Yoko Shimomura)
33. Trophy Rush (Super Smash Bros. for Nintendo 3DS / Wii U) – 2:35 (musica: Keiki Kobayashi, Katsuro Tajima)
34. Multi-Man Smash (Super Smash Bros. for Nintendo 3DS / Wii U) – 2:34 (musica: Keiki Kobayashi, Yoshihito Yano)
35. Credits (Super Smash Bros. for Nintendo 3DS / Wii U) – 2:14 (musica: Keiki Kobayashi, Torine)
36. Online Practice Stage (Super Smash Bros. for Nintendo 3DS / Wii U) – 1:18 (musica: Keiki Kobayashi, Taku Inoue)

Durata totale: 77:56

### Disco 2 (Blu)
1. Battlefield (Super Smash Bros. for Nintendo 3DS / Wii U) – 2:02 (musica: Keiki Kobayashi)
2. Super Mario Bros. Medley (Super Mario Bros.) – 2:19 (musica: Koji Kondo)
3. Athletic Theme / Ground Theme (New Super Mario Bros. 2) – 2:02 (musica: Koji Kondo, Yusuke Takahama)
4. Egg Planet (Super Mario Galaxy) – 2:08 (musica: Koji Kondo, Nobuko Toda)
5. Circuit (Mario Kart 7) – 2:06 (musica: Junichi Nakatsuru)
6. Gear Getaway (Donkey Kong Country Returns) – 2:29 (musica: Noriyuki Iwadare)
7. Donkey Kong Country Returns (Donkey Kong Country Returns) – 2:12 (musica: Yukio Kaneoka, Kenji Yamamoto)
8. Ballad of the Goddess / Ghirahim's Theme (The Legend of Zelda: Skyward Sword) – 2:09 (musica: Ryo Nagamatsu)
9. Main Theme / Underworld Theme (The Legend of Zelda) – 2:26 (musica: Koji Kondo, Hideki Sakamoto)
10. Ocarina of Time Medley (The Legend of Zelda: Ocarina of Time) – 2:03 (musica: Koji Kondo, Michiko Naruke)
11. Temple Theme (Zelda II: The Adventure of Link) – 1:53 (musica: Akito Nakatsuka, Shogo Sakai)
12. Title (Metroid) – 2:10 (musica: Hirokazu Tanaka, Kohta Takahashi)
13. Ending (Yoshi's Story) – 2:55 (musica: Kazumi Totaka, Masafumi Takada)
14. The Great Cave Offensive (Kirby's Fun Pak) – 2:20 (musica: Hideki Sakamoto)
15. The Legendary Air Ride Machine (Kirby Air Ride) – 1:47 (musica: Shogo Sakai)
16. Theme from Area 6 / Missile Slipstream (Star Fox 64, Star Fox Command) – 2:02 (musica: Hajime Wakai, Motoi Sakuraba)
17. Battle! (Team Flare) (Pokémon X e Y) – 2:12 (musica: Minako Adachi, Motoi Sakuraba)
18. Battle! (Champion) / Champion Cynthia (Pokémon Diamante e Perla) – 2:12 (musica: Go Ichinose, Junichi Masuda, Manaka Kataoka)
19. Route 10 (Pokémon Nero e Bianco) – 2:02 (musica: Shota Kageyama, Yoko Shimomura)
20. Fight 1 (Fire Emblem Gaiden) – 2:08 (musica: Yuka Tsujiyoko, Michiru Yamane)
21. Destroyed Skyworld (Kid Icarus: Uprising) – 2:15 (musica: Yuzo Koshiro, Motoi Sakuraba, Manami Kiyota)
22. Stage Select (Pikmin 2) – 2:14 (musica: Hajime Wakai, Masashi Hamauzu)
23. Xenoblade Chronicles Medley (Xenoblade Chronicles) – 2:17 (musica: ACE+ (TOMOri Kudo, CHiCO, Kenji Hiramatsu))
24. Plaza / Title (Animal Crossing: City Folk) – 2:20 (musica: Kumi Tanioka)
25. Tour (Animal Crossing: New Leaf) – 2:17 (musica: Hajime Wakai)
26. Duck Hunt Medley (Duck Hunt) – 2:18 (musica: Hirokazu Tanaka, Manabu Namiki)
27. Light Plane (Pilotwings) – 2:21 (musica: Soyo Oka, Masato Coda, RiRiKA)
28. The Mysterious Murasame Castle Medley (The Mysterious Murasame Castle) – 2:09 (musica: Koji Kondo, Shohei Tsuchiya (ZUNTATA))
29. Mii Plaza (Canale Mii) – 2:03 (musica: Kazumi Totaka, Yasunori Mitsuda)
30. Mario Paint Medley (Mario Paint) – 2:02 (musica: Taku Inoue)
31. PAC-MAN'S PARK / BLOCK TOWN (PAC-MANIA) – 2:07 (musica: Yoshito Tomuro, Toshio Kai, Yuji Masubuchi)
32. PAC-MAN (Pac-Man) – 2:03 (musica: Toshio Kai, Yuzo Koshiro)
33. Master Hand (Super Smash Bros. for Nintendo 3DS / Wii U) – 2:19 (musica: Keiki Kobayashi, LindaAI-CUE)
34. Credits (Smash Bros.): Ver. 2 (Super Smash Bros.) – 2:22 (musica: Hirokazu Ando, Ryo Nagamatsu)
35. Menu 2 (Melee) (Super Smash Bros. Melee) – 1:10 (musica: Shogo Sakai)
36. Results Display Screen (Super Smash Bros.) – 0:49 (musica: Hirokazu Ando, Hiroyuki Kawada)

Durata totale: 76:43